# Horní Předměstí (Trutnov)
Horní Předměstí je část okresního města Trutnov. Nachází se na západě Trutnova. Křižují se zde silnice I/14, silnice I/16 a silnice I/37. Prochází tudy železniční trať 040 Trutnov – Stará Paka – Chlumec nad Cidlinou se zastávkou Trutnov-Volanov. V roce 2009 zde bylo evidováno 455 adres. V roce 2001 zde trvale žilo 4431 obyvatel.
Na Horním Předměstí se nacházejí např. trutnovské čtvrti Družba, Na Pražské, Na Svobodě, Sluneční stráň, Vápenka a Za Tratí. Na západním okraji Horního Předměstí vyrostla průmyslová zóna Volanov.
Horní Předměstí leží v katastrálním území Trutnov o výměře 11,15 km2.